# Colibrí ermità de Natterer
El colibrí ermità de Natterer (Phaethornis nattereri) és una espècie d'ocell de la família dels troquílids (Trochilidae) que habita sotabosc i clars dels boscos de l'est de Bolívia i centre i est del Brasil.